# 小行星1650
小行星1650（1650 Heckmann）是一颗围绕太阳公转的小行星。1937年10月11日，卡爾·威廉·萊茵姆特在海德堡发现了此天体。
該小行星以德國天文學家奧托·海克曼命名。
这颗小行星的绝对星等为56.72654等。